# Dolichoderus clusor
Dolichoderus clusor é uma espécie de formiga do gênero Dolichoderus.